# Edom
Edom (em edomita: 𐤀𐤃𐤌; romaniz.: ’Edām; em hebraico: אֱדוֹם, ʾĔḏôm, "Vermelho"; em acádio: 𒌑𒁺𒈠𒀀𒀀 e 𒌑𒁺𒈪, Uduma e Udumi; em siríaco: ܐܕܘܡ; em grego clássico: Ἰδουμαία, Idoumaía; em latim: Idumæa ou Idumea) foi um país da Transjordânia na Idade do Ferro. Fazia fronteira com Moabe a nordeste, Arava a oeste e o deserto da Arábia a sul e leste.

## Etimologia
| M17 | A2 | D46 | Z7 | G17 · D36 | T14 | N25 |

| M17 | A2 | D46 | Z7 | G17 · D36 | T14 | N25 |

Edom é o nome que foi dado a Esaú, o primogênito de Isaque, que vendeu seu direito de primogenitura a seu irmão Jacó por um prato de sopa, cuja cor vermelha deu seu nome - "Adom". O país que mais tarde Esaú e seus descendentes habitaram se chamava "o campo de Edom" ou "a terra de Edom", com o topônimo também equivalendo a edomitas (citados uma única vez na Bíblia como "filhos de Edom"). Esse topônimo foi traduzido como Udumi (𒌑𒁺𒈪) ou Udumu (𒌑𒁺𒈬) em acadiano, Aduma em egípcio, dwm (ܐܕܘܡ) em siríaco, Idumeia em grego (Ἰδουμαία) e latim (Idumaea ou Idumea). Pensa-se que o nome, à parte de sua etimologia bíblica, tenha se originado do arenito avermelhado típico da região.
O país já foi chamado de Monte Seir, homógrafo portanto ao monte que separada Edom de Judá. O topônimo Seir derivou, de acordo com a Bíblia, do progenitor dos horeus, que habitaram Edom antes dos edomitas. Segundo Flávio Josefo, o nome Seir se deve ao fato de que Esaú era peludo, mas segundo Gênesis XIV:6, se chamava Seir muito antes do nascimento de Esaú.

## História

### Origem e primeiros desenvolvimentos

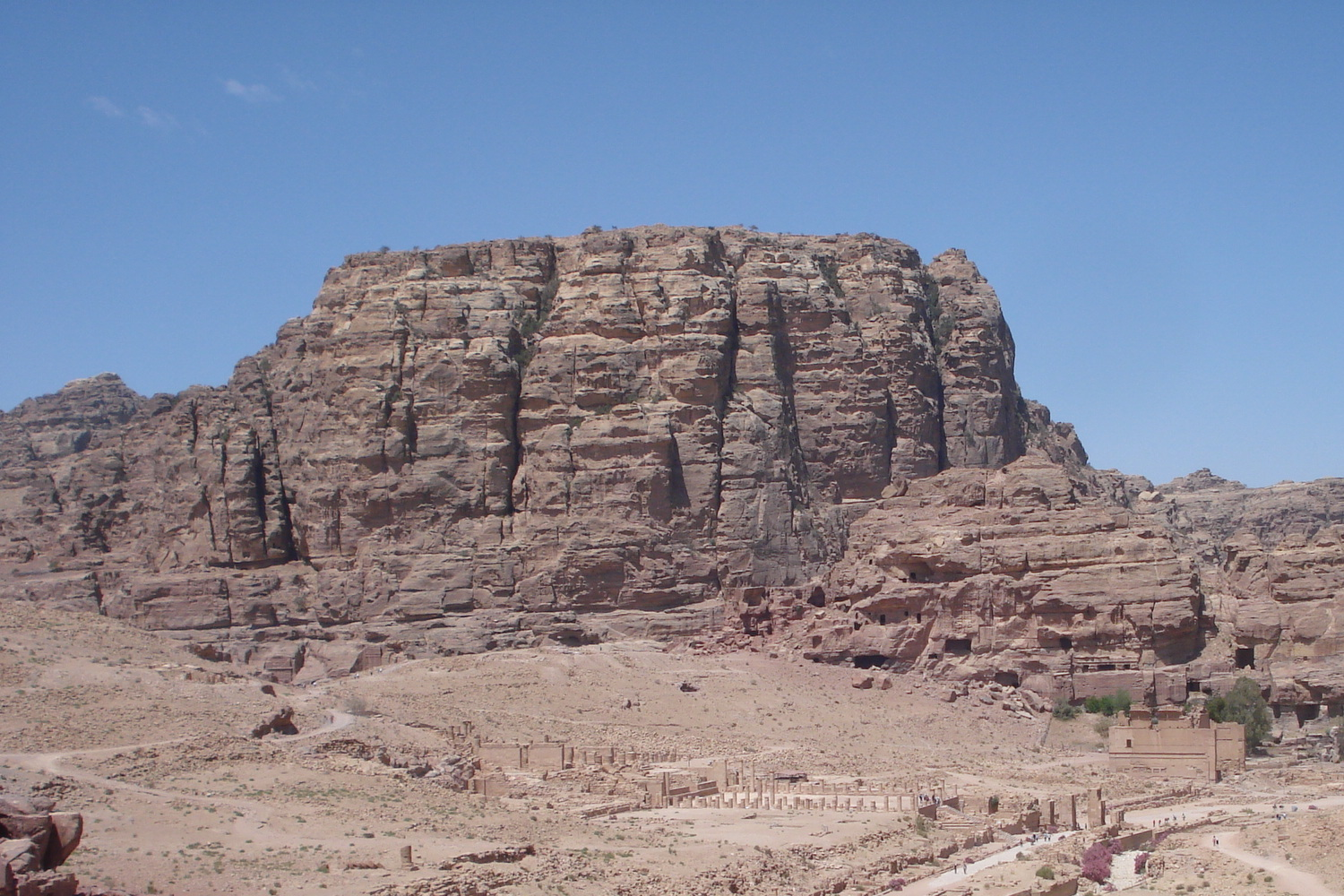
Umel Biara acima Petra

A existência dos edomitas é confirmada pela arqueologia, eles são um povo semita, e é provável que tenham vindo para a região no século XIV a.C. Assim como os moabitas, os edomitas parecem corresponder aos beduínos sasus mencionados em documentos egípcios. Esses beduínos habitaram a Transjordânia e o Negueve a partir do século XV a.C. O papiro Anastasi VI datado do oitavo ano do reinado de Merneptá, por volta de 1 205 a.C., refere-se aos "Sasus de Edom". O faraó Merneptá permite que eles cruzem um forte para ficar no Egito com seus rebanhos:
“Terminamos de permitir que as tribos sasus de Edom passem pela fortaleza de Merneptá-hotepe-her-Maate que fica em Tjecou […] para mantê-los vivos e manter seus rebanhos vivos”

— Papiro Anastasi VI
A Bíblia apresenta um paralelo tardio a esta história em que Hadade, rei de Edom, é bem recebido no Egito. As relações com o Egito são menos pacíficas no papiro Harris, datado do reinado de Ramessés III, onde ele afirma ter destruído "o povo de Seir entre as tribos de Sasu". O Monte Seir é citado em vários documentos egípcios, diretamente relacionado aos sasus. A lista de Amarah fala de “Seir na terra de Sasu”. O nome Edom pode até remontar ao século XV a.C. se o topônimo idma que aparece em uma lista de Tutemés III realmente significa "Edom". Os sasus são mencionados em vários outros textos, que não os conectam especificamente a Edom. No entanto, os "sasus de Edom" são interessantes, porque não só ilustram que no final da Idade do Bronze, havia edomitas nômades, mas também que havia trocas nômades do deserto do Sinai oriental para o ocidental. As histórias sobre Moisés e os hebreus errantes situam-se neste contexto. Entre os séculos IX e VIII os edomitas parecem ter deixado de ser nômades e se tornaram, em parte, sedentários. Há algum debate sobre o início da ocupação sedentária de Edom, pois também é possível que a ocupação sedentária no sul da Transjordânia tenha começado um pouco antes, entre os séculos XII e X a.C. No caso de uma ocupação edomita entre os séculos XII e X, o processo de sedentarização seria paralelo ao dos antigos israelitas.
A ocupação sedentária pode ser consequência do colapso de Canaã. As populações que formarão Edom parecem ser principalmente nômades sedentários de origem indígena. Assim como os povos vizinhos, amonitas, moabitas e israelitas, eles são descendentes de populações já presentes na região. Não há nenhum vestígio de migração ou estabelecimento de novos grupos apresentando uma cultura material distinta da ocupação da Idade do Bronze Final, embora uma contribuição da população por migração continue sendo possível. Uma contribuição para a ocupação sedentária pode vir da imigração de fazendeiros que fugiram de Canaã. Nesta perspectiva, esses recém-chegados seriam identificados com os horeus da Bíblia. A mudança da vida pastorícia para uma vida sedentária facilita a organização econômica e política de Edom. Permite a cobrança de impostos, o sistema de redistribuição e cria uma dependência das autoridades. Assim, Edom evoluiu de tribos nômades para uma entidade política centralizada.
Os edomitas se estabeleceram nas áreas mais adequadas para a agricultura, como Umel Biara, Tavilã e Buseira. Os edomitas também habitaram em aldeias localizadas em picos isolados. Mesmo que a existência de locais habitados seja atestada por fontes egípcias, poucos locais eram habitados. Durante a primeira idade do ferro, o habitat é pequeno e disperso, sem centro urbano. A história e a operação desses sítios ainda não estão claras. A principal atividade parece ser o pastorialismo. Até a época assíria, Edom era considerado uma entidade "tribal" ou "segmentada", sem administração central.
Escavações em Quirbete Naas mostram uma intensa produção de metais e minas de cobre nas planícies de Edom já no século XI a.C., com atividade máxima na primeira parte da segunda idade do ferro. Esta descoberta e a recente datação por carbono 14 poderiam voltar em dois séculos a data do reino de Edom, que se pensava ter começado no século VII a.C. O surgimento de Edom como estado pode estar ligado à mineração de cobre nas terras baixas, mesmo antes da intervenção da Assíria. Apesar dessas escavações, faltam dados arqueológicos para caracterizar os primeiros estágios do surgimento de Edom.

### Domínio israelita
A Bíblia diz que o rei Saul travou guerra contra os edomitas e que Davi ganhou supremacia sobre os edomitas. Uma insurreição pró-egípcia contra o filho e sucessor de Davi, Salomão, também é registrada, mas a partir da afirmação de que Salomão poderia enviar navios a um país chamado Ofir, podemos deduzir que ele recuperou o controle. É apenas durante o reinado de Jeorão (r. 848–842 a.C.) que Edom é mencionado como autônomo, mas os reis de Judá não aceitaram sua independência. Por exemplo, o rei Amazias (r. 796–782 a.C.) atacou e derrotou os edomitas, que também parecem ter sido derrotados pelos moabitas

### Período assírio

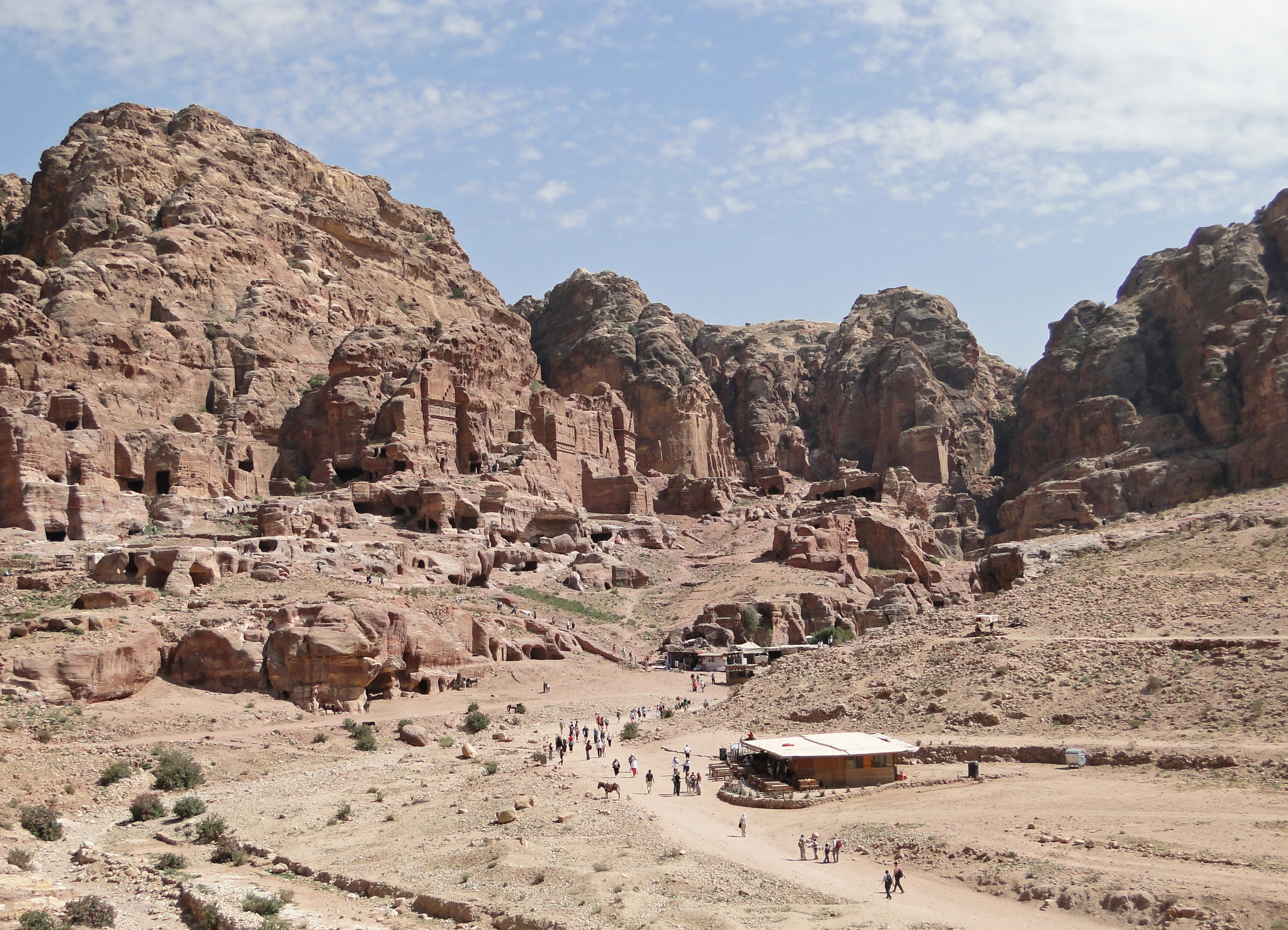
Vista de Petra, Jordânia

Edom é mencionado nove vezes em inscrições assírias que datam dos reinados de Adadenirari III, Tiglate-Pileser III, Sargão II, Senaqueribe, Assaradão e Assurbanípal. Sete das ocorrências são inscrições reais. Edom também aparece em uma carta, em uma lista de províncias do reinado de Assurbanípal e na "Geografia de Sargão", um texto histórico-lendário sobre os limites do reino de Sargão da Acádia. Edom aparece ao lado de outros pequenos reinos vassalos do Império Neoassírio, como Moabe, Judá, Israel e as cidades fenícias de Tiro, Sidon, Arvade, Biblos e Asdode.
O povoamento de Edom intensificou-se até o final do século VIII a.C. e as principais escavações até agora foram datadas entre os séculos VIII e VI a.C, durante do período do Império Neoassírio. Os assírios entraram em cena no século VIII a.C. Adadenirari III (r. 811–783 a.C.) recebeu homenagem. Três reis edomitas são conhecidos a partir das fontes assírias: nos textos reais de Tiglate-Pileser III (r. 745–727 a.C.) encontramos o nome do rei Caus-Meleque e os textos de Senaqueribe (r. 705–681 a.C.) mencionam Aiaramu. Assaradão (r. 680–669 a.C.) e Assurbanípal (r. 669–631 a.C.) eram os senhores supremos do rei Cosgabar. Um selo deste último foi escavado em Umel Biara, na Jordânia. Como é sabido, os assírios conquistaram Israel (724 ou 722 a.C.) e reduziu os outros reinos da região — Judá, Edom, Moabe, Amom — a estados vassalos. Um palácio assírio foi escavado na cidadela de Bozra, que pode ter sido a sede de uma guarnição.

#### Expansão para oeste
A expansão dos edomitas para o oeste da Transjordânia começa com o domínio assírio. Eles se aproveitaram da presença assíria na região durante a primeira metade do século VII a.C. e do enfraquecimento do Reino de Judá para se estabelecerem mais fortemente no Arava e no Negueve, ao sul do Vale de Bersebá. Esta expansão para o oeste é motivada por dois objetivos. Por um lado, trata-se de disputar com o reino de Judá a exploração das minas de cobre. Os edomitas estavam em luta com os judeus pelo controle das minas localizadas em Arava, no leste, nos locais de Quirbete Naas e Feinã (a cidade bíblica de Punom) e no sul, Timna. Os centros administrativos e militares do território da Judeia estavam então muito distantes para garantir o controle duradouro da região. Feinã se torna uma parte importante da economia edomita. Por outro lado, os edomitas buscam obter escoamento na costa mediterrânea para lucrar com o comércio árabe para os mercados do Egito e Grécia. Como os edomitas já estavam integrados às rotas de comércio árabe, eles receberam o apoio dos assírios para obter o controle das rotas que cruzavam o sul do território de Judá. Para conectar o Mar Vermelho em Gaza e no Egito, duas estradas são usadas: a primeira sobe de Eilat através do Arava e se ramifica no vale Bersebá, a segunda, mais curta, cruza o Negueve via Cades Barneia. Essas duas estradas constituem os eixos principais da expansão edomita em direção ao oeste. O apoio dos assírios também se explica pelo apoio logístico que os edomitas prestaram ao exércitos assírio nas campanhas contra o Egito.
Judá ainda controla as estradas do Negueve no início de século VIII a.C. conforme indicado pela inscrição de Kuntillet Ajrud, mas por volta de 734 a.C., o país perdeu o controle de Eilate para os edomitas. A ameaça de Edom ao Negueve é expressa no óstraco 10 de Arade, datado antes da campanha de Senaqueribe em 701 a.C., e que fala do "mal que Edom fez". Após a campanha de Senaqueribe, os edomitas aproveitaram a destruição dos fortes da Judeia no Negueve para começar a se estabelecer na região. Quando o rei Manassés (r. 697–642 a.C.) começou a reconstruir a fronteira sul de Judá, os edomitas já estavam bem estabelecidos ali. Judá, portanto, perde o controle do Arava e das fortalezas de Quirbete Queleifé e Eim Hazeva. Quirbete Queleifé, nas margens do Mar Vermelho, o bíblico Eziom-Géber, foi ocupado pelos edomitas desde o final do século VIII a.C. Um centro administrativo e um forte estão localizados neste porto à beira do Mar Vermelho. Ao norte, em Eim Hazeva, o bíblico Tamar, os edomitas estabelecem um pequeno forte no que era o maior forte da Judeia na região. Este local, localizado próximo a um ponto de água, é um ponto de passagem nas rotas de comércio árabes. Também está equipado com um santuário rico em objetos de culto.
A arqueologia mostra que a influência edomita é sentida no Negueve a partir do século VII a.C. É o resultado de uma infiltração da população edomita. Durante século VII a.C., a linha de defesa no sul do vale Bersebá caiu nas mãos de Edom (Horvate Uza, Tel Malhata, Aroer, Tel Ira e Tel Masos) empurrando a fronteira de Judá mais ao norte. Novos fortes são construídos sobre as ruínas de antigos fortes da Judeia. A hostilidade da Bíblia Hebraica para com os edomitas ecoa a pressão exercida pelos edomitas sobre os judeus pelo controle do Negueve. Essa hostilidade também é confirmada pelos óstracos de Arade. Em sua expansão, os edomitas contaram com os fortes assírios do oeste do Negueve (Tel Masos, Tel Haror, Tel Sera e Tel Gamma). Por volta de 660 a.C., as tropas de Edom e Seir participam da campanha assíria contra a Arábia, como evidenciado pelo prisma A de Assurbanípal. A expansão edomita pode ter sido apoiada pelo domínio militar do Negueve. No entanto, não há evidências de que Edom assumiu o controle político da região. O óstraco 24 de Arade apenas mostra que Edom era um perigo para o reino de Judá por volta dos anos 600 a.C. Da mesma forma, os níveis estratigráficos de destruição dos locais do Negueve indicam atividade militar, mas é difícil ligá-los a campanhas militares edomitas mais do que à assíria ou babilônica. Como alternativa à hipótese de tomada do Negueve por Edom, a expansão edomita também pode ser consequência de um movimento persistente de grupos nômades que evoluem nesta área geográfica. Esses grupos interagem provavelmente seguindo rotas comerciais.

### Período babilônico

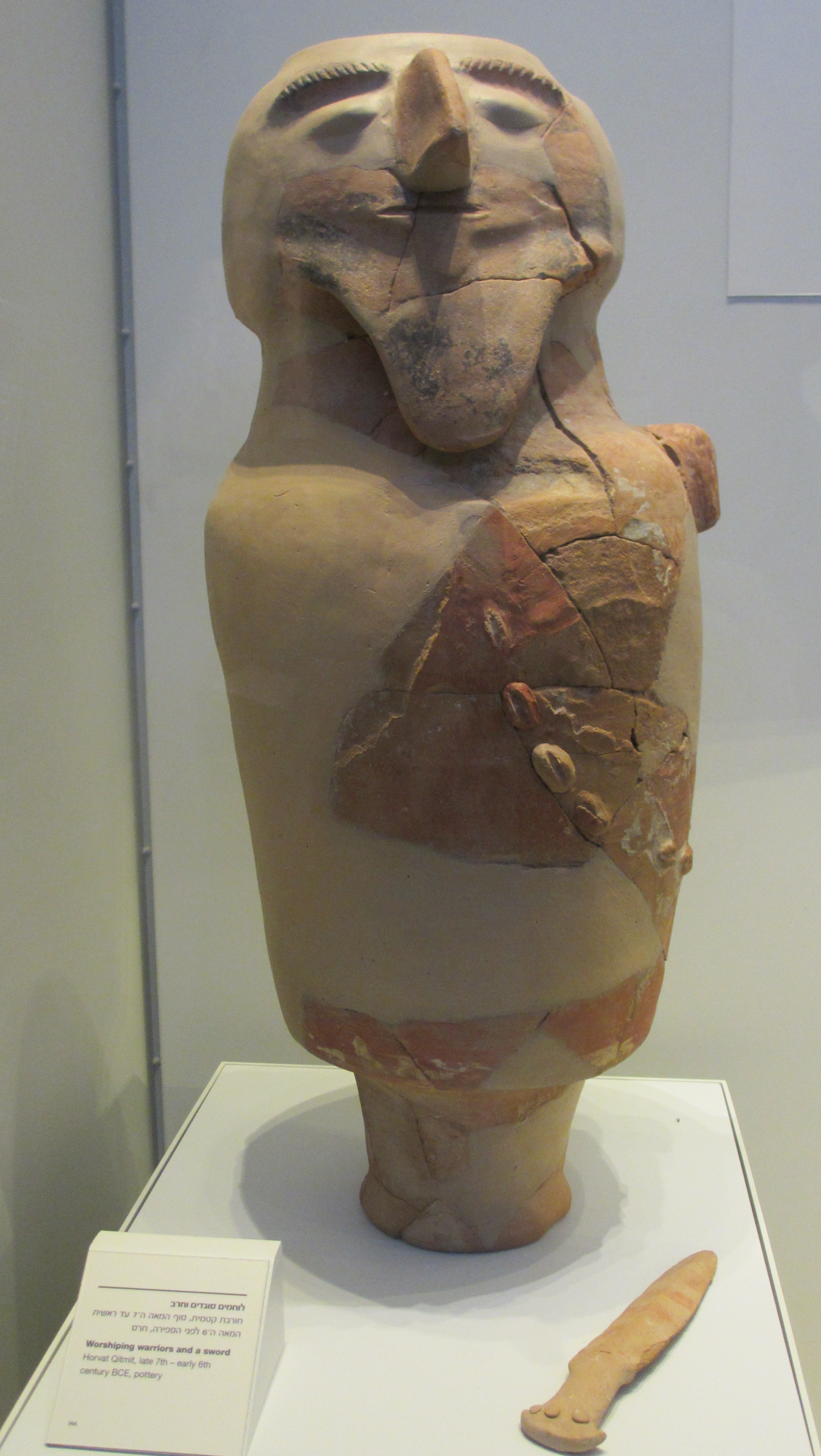
Guerreiro edomita. Quitemite, VII° ou VI° século a.C.(Museu de Israel, Jerusalém)

Como vassalo assírio, Edom manteve parte de sua independência, mas quando os assírios foram substituídos pelos babilônios como líderes do Oriente Próximo, as coisas começaram a mudar. O período babilônico dura cerca de 70 anos, a partir de 605 a.C. a 539 a.C. Os babilônios lideraram campanhas destrutivas na Judeia, Filisteia e Transjordânia. Edom foi amplamente afetado. Depois disso, a Babilônia negligência esses territórios recém-conquistados, causando seu declínio. A região só se recuperou sob a administração persa. O poder babilônico é muito centralizado e se preocupa principalmente com a prosperidade da Babilônia e seus arredores. O desinteresse dos babilônios pela região explica por que eles deixaram poucos vestígios arqueológicos ali.

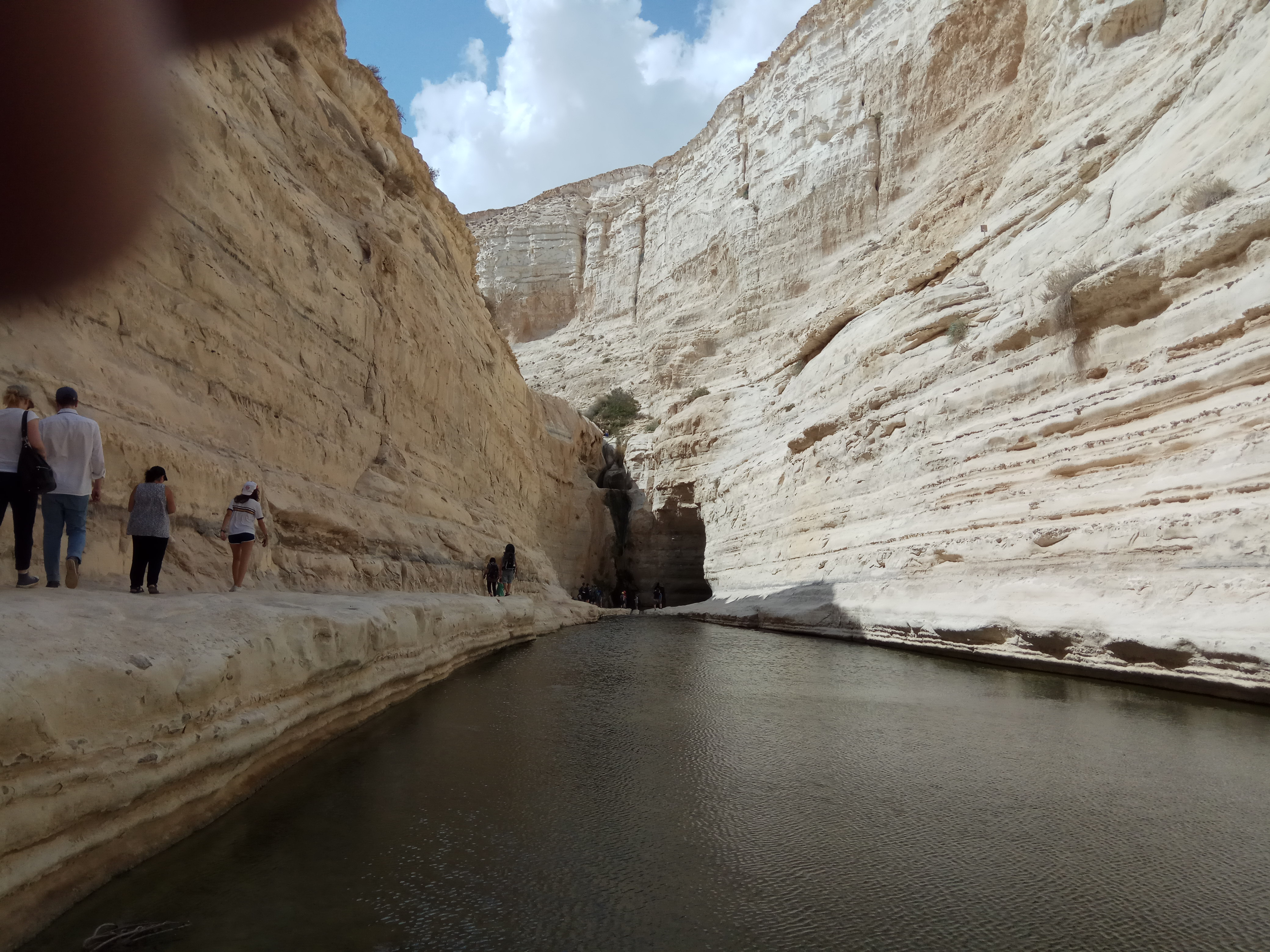
Eim Avedate

Em 599 a.C., o reino de Judá decidiu juntar-se ao Egito contra a Babilônia. Os babilônios, incapazes de intervir imediatamente, encoraja os edomitas a entrarem em conflito com Judá. A pressão sobre o Negueve pouco antes de 597 a.C. levou a movimentos de tropas judias. Em 582 a.C., depois de ter finalmente conquistado toda Palestina, Nabucodonosor II liderou uma campanha contra as populações da Transjordânia, em particular contra Edom e Moabe, Amom parece ter sido menos afetado. O domínio babilônico resulta na destruição em grande escala de locais habitados na região. Os babilônios buscavam criar províncias reduzidas para servir como uma zona-tampão entre seu império e o Egito. Praticamente todos os locais foram afetados, exceto Amom e o território da tribo de Benjamim na Judeia, onde os babilônios estabeleceram as sedes locais do poder. Sítios edomitas no Vale de Bersebá, como Horvate Uza, Tel Malhata, Quitemite e Tel Ira são destruídos até Cades Barneia, assim como o Arava. Nem Feinã nem Eziom-Géber no Mar Vermelho foram reocupados durante a era babilônica. Apenas a capital Bozra permanece habitada. Desde o início de século VI a.C., o colapso do reino de Judá encorajou as populações nômades do Negueve a se estabelecerem mais ao norte.
Bozra é mencionada em fontes babilônicas quando foi tomada por Nabonido, último rei do Império Neobabilônico. Parece que durante o cativeiro babilônico dos judeus os edomitas saquearam Judá e se estabeleceram no norte de Negueve. Talvez como retaliação, Edom foi invadido pelo rei babilônico Nabonido em 553 a.C.; ele ataca Bozra durante sua campanha e ainda prosseguiu para o sul, para a cidade árabe de Taima e além, finalmente alcançando Iatribe (a moderna Medina). Os únicos dois edifícios públicos de Bozra foram destruídos. A inscrição de Selá, descoberta em 1994, três quilômetros a noroeste de Bozra, é provavelmente gravada como resultado desta campanha. Apresenta o rei Nabonido acompanhado por símbolos divinos, o disco lunar (Sim), o sol alado (Samas) e a estrela de sete pontas (Istar). O mau estado de conservação da inscrição não permite ter mais detalhes sobre o andamento da campanha. As outras aldeias edomitas também sofreram destruição. Sob a pressão dos ataques babilônicos ou após as desordens causadas pelo desaparecimento da fraca autoridade central, as aldeias foram gradualmente abandonadas.
Enquanto a administração assíria dependia de uma rede de reinos vassalos, a presença babilônica significou o fim do reinado não apenas para o Reino de Judá, com a deportação de Joaquim, mas também para o outros reinos da Transjordânia. O poder é transferido para um governador a serviço da administração imperial da Babilônia, então persa. A fronteira que protege a Transjordânia das tribos do deserto é negligenciada. Tribos nômades entram nos assentamentos edomitas, levando ao declínio dos locais edomitas na Transjordânia e empurrando Edom de para o sul da Judeia. Eles floresceram neste novo país por mais de quatro séculos, e os gregos chamaram de Idumeia. Estrabão acreditava que os edomitas, que ele descreveu como de origem nabateia, representavam a maioria da população da Judeia ocidental, onde se enredaram com os judeus e aceitaram seus costumes.

## Organização
O reino de Edom desfrutou de grande prosperidade no século VII a.C. com a chegada da assírios na região. Esta dominação estrangeira transformou a organização política e econômica de Edom e contribuiu para seu desenvolvimento. No território tradicional de Edom, na Transjordânia, do sul do Mar Morto até a borda do Golfo de Ácaba, as construções edomitas foram se multiplicando. Os templos e casas escovados seguem modelos assírios. O principal sítio edomita é Buseira, geralmente identificado com a capital edomita "Bozra" da Bíblia, embora nenhuma descoberta tenha confirmado isso. É a única cidade murada conhecida pelos edomitas. Está dividida entre uma cidade alta, com edifícios administrativos e um templo, e uma cidade baixa, onde estão localizadas as moradias. Os edifícios mais importantes são construídos após a captura da cidade pelos assírios e sob sua influência. Dois outros sítios não fortificados foram ocupados no século VII a.C.: Umel Biara, acima de Petra (às vezes identificado com o Selá bíblico) e Tavilã, ao norte de Petra (a bíblico Temã). Em Umel Biara, foram encontrados restos de casas e cisternas. Os edomitas fabricavam tecidos e cerâmicas de qualidade e possuíam certo domínio da metalurgia. Uma linha de fortificações militares instaladas no topo de promontórios rochosos garantem a defesa do território para o oeste. Este sistema de fortificações protege seu território contra as incursões de tribos nômades do deserto.

## Geografia

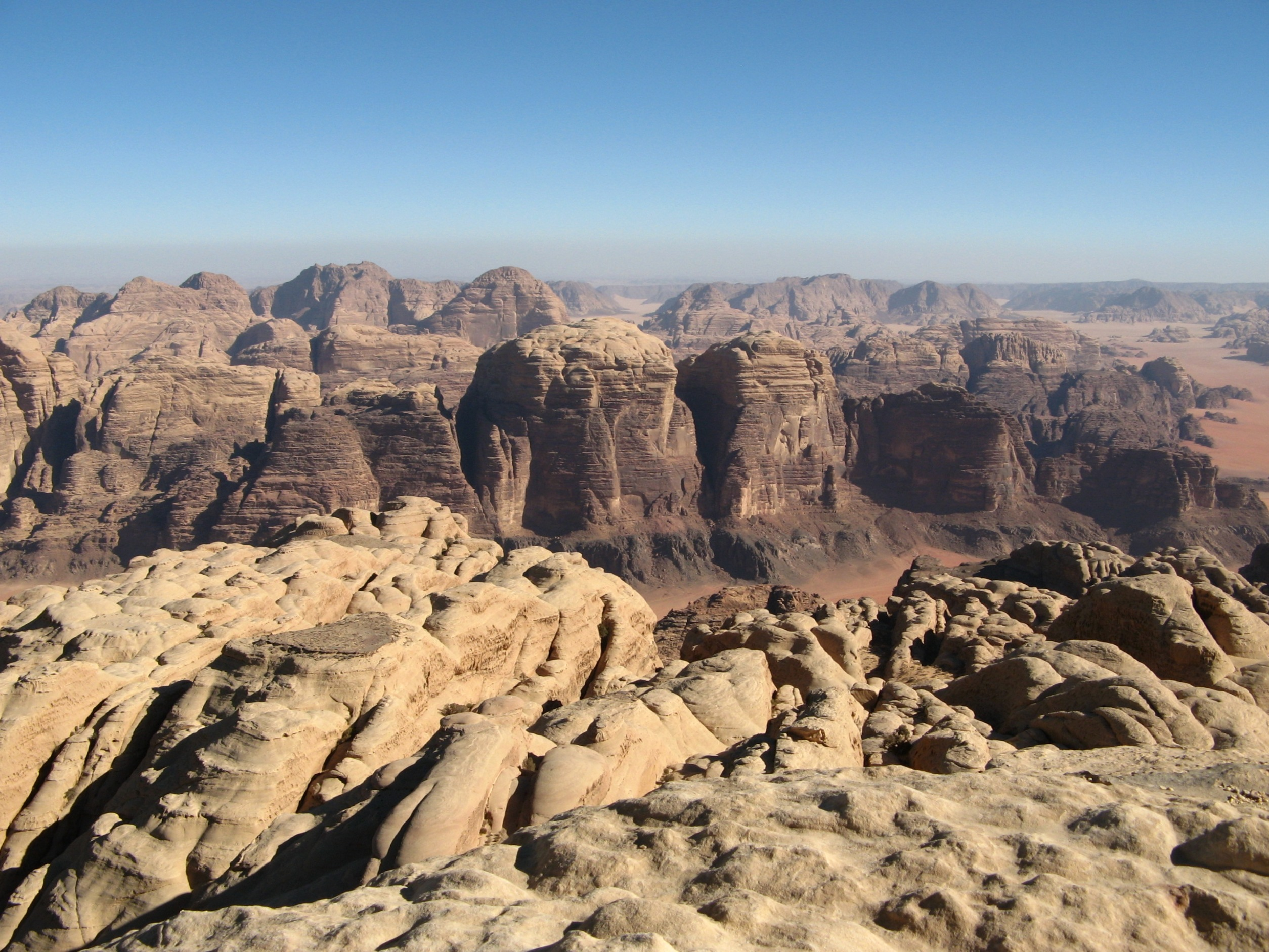
Montanhas de Edom

As fronteiras de Edom foram definidas concisamente. Se estendia ao longo rota seguida pelos israelitas da península do Sinai a Cades, isto é, ao longo do lado oriental do vale de Arava. Ao sul alcançou até Elate, que era porto de Edom. No norte de Edom estava o reino de Moabe. O limite entre Moabe e Edom era o ribeiro de Zerede. A antiga capital de Edom era Bozra, a partir dessa cidade, os reis de Edom governaram o país. No tempo de Amazias (838 a.C.), Selá era sua principal fortaleza, enquanto Elate e Eziom-Géber eram seus portos.

## Cultura

### Idioma
A língua edomita estava intimamente relacionada com o hebraico bíblico, a ponto de ser considerada uma variedade de dialeto. A língua edomita é conhecida apenas por um pequeno corpus, composto principalmente de breves inscrições e óstracos. Foi escrito usando uma variante do alfabeto fenício até o século VI a.C., quando aconteceu de ser escrito com o alfabeto aramaico.
Especula-se que o Livro de Jó, o mais antigo dos livros de sabedoria da Bíblia, foi escrito ou pelo menos originado na cultura edomita.

### Religião

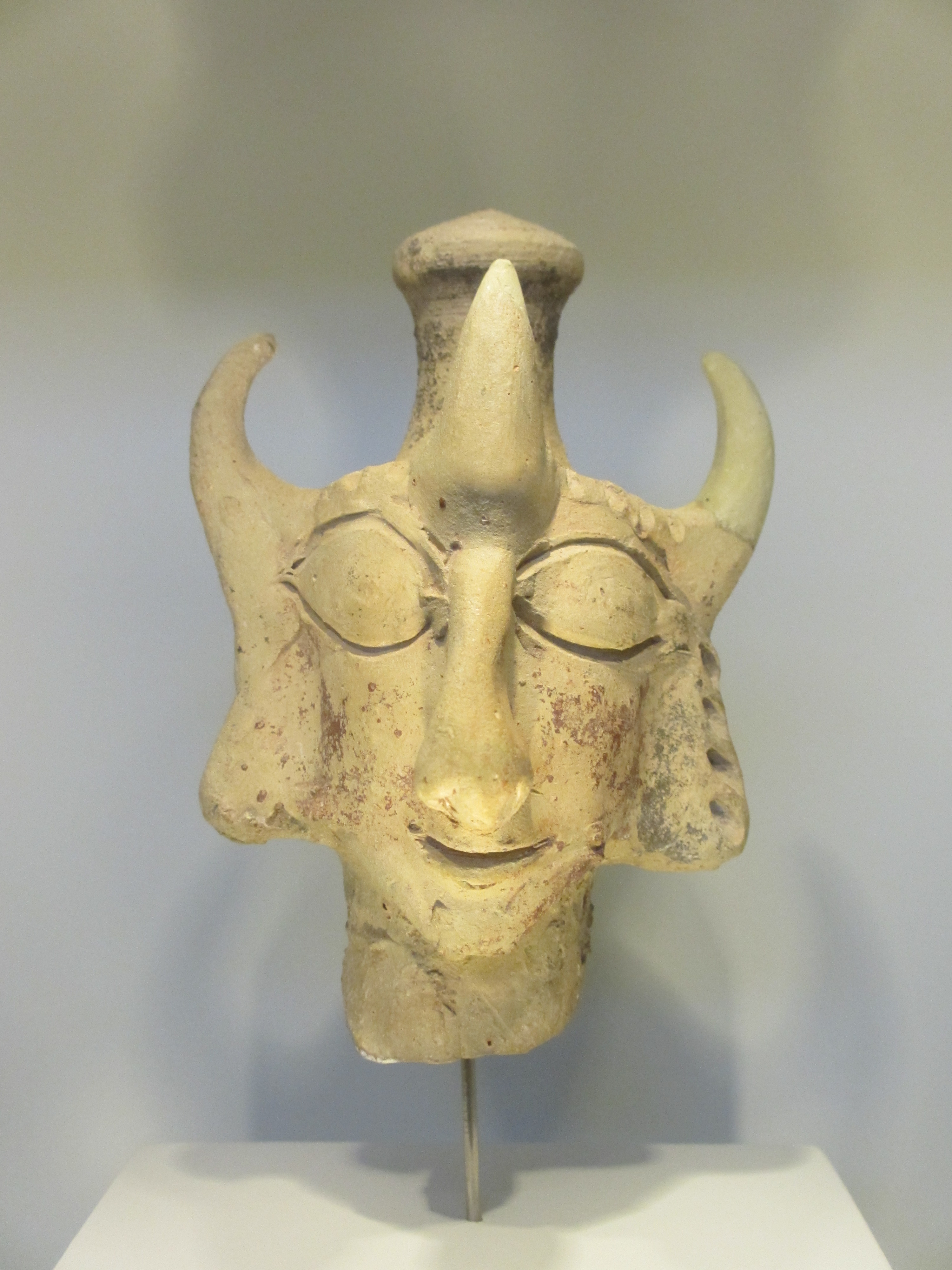
Figura de deusa edomita no Museu de Israel

A natureza da religião edomita é amplamente desconhecida antes de sua conversão ao judaísmo pelos asmoneus. A evidência epigráfica sugere que o deus nacional de Edom era Cos (קוס), cujo nome aparece como um elemento teofórico nos nomes edomitas. Embora os edomitas tivessem um deus nacional, sua religião era politeísta e várias estatuetas de argila encontradas durante escavações indicam que as divindades edomitas eram predominantemente deuses da fertilidade. A cultura espiritual desenvolvida em Edom é confirmada pela apreciação da sabedoria edomita pelos profetas bíblicos. Assim, Jeremias pergunta: “Acaso, já não há sabedoria em Temã? Já pereceu o conselho dos sábios? A sabedoria deles acabou?” (Jer. 49:7). Assim como seus parentes próximos, eles podem ter adorado deuses como El, Baal e Aserá. As tradições bíblicas mais antigas colocam Javé como a divindade do sul de Edom, e pode ter se originado em "Edom/Seir/Temã/Sinai" antes de ser adotado em Israel e Judá. Há uma tradição judaica proveniente do Talmude, de que os descendentes de Esaú acabariam por se tornar romanos e em maior medida, todos os europeus.
Flávio Josefo afirma que Costóbaro, nomeado por Herodes para ser governador da Idumeia e Gaza, era descendente dos sacerdotes de Coze, a quem os idumeus haviam servido anteriormente como um deus.
Victor Sasson descreve um texto arqueológico que pode muito bem ser edomita, refletindo sobre a linguagem, literatura e religião de Edom.

## Economia

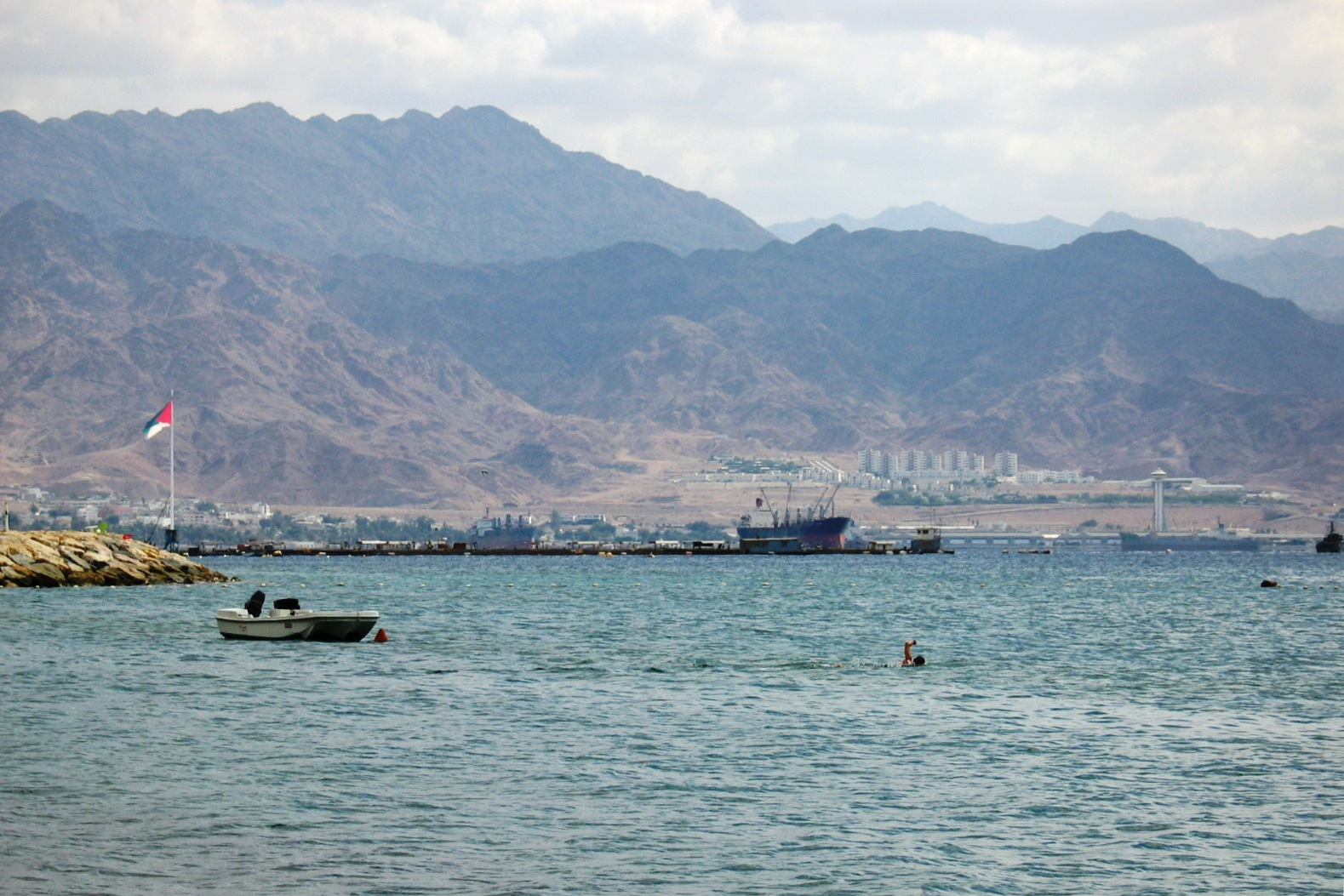
Montanhas de Edom com o porto jordaniano de Ácaba, visto da cidade israelense de Eilat

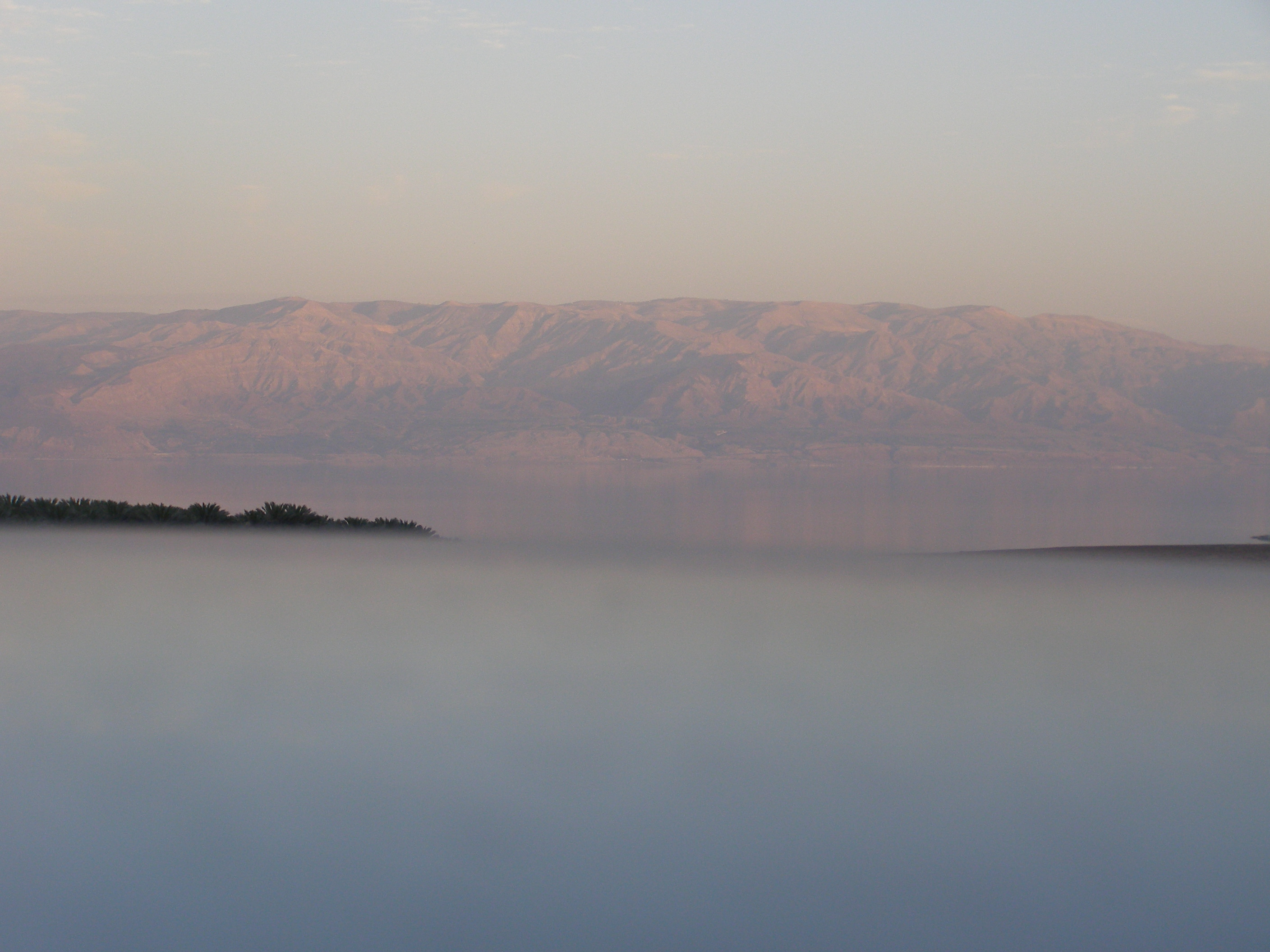
Montanhas de Edom, vistas do Mar Morto

Edom prosperou devido à sua localização estratégica na rota comercial entre a Arábia e o Mediterrâneo e sua indústria de cobre em Eziom-Géber. O Reino de Edom tirava muito de seu sustento do comércio de caravanas entre o Egito, o Levante, a Mesopotâmia e o sul da Arábia, ao longo da Rota do Incenso. Ao lado da Estrada do Rei, os edomitas eram um dos vários estados da região para os quais o comércio era vital devido à escassez de terras aráveis. Também é dito que as rotas marítimas eram comercializadas em lugares distantes como Índia, com navios saindo do porto de Eziom-Géber. A localização de Edom nas terras altas do sul o deixou com apenas uma pequena faixa de terra que recebeu chuva suficiente para a agricultura. Edom provavelmente exportou sal e bálsamo (usado para perfume e incenso de templo no mundo antigo) da região do Mar Morto.
Quirbete Naas é um local de mineração de cobre em grande escala escavado pelo arqueólogo Thomas Levy no que hoje é o sul da Jordânia. A escala da mineração do século X a.C. no local é considerada evidência de um reino edomita forte e centralizado no século X a.C.
Embora tivesse pouca terra fértil, a região montanhosa de Edom possuía valiosos depósitos de cobre e de ferro; faziam-se mineração e fundição em torno do lugar da moderna Feinã, a uns 48 km ao sul do Mar Morto.